# 利珀河
利珀河（德語：Lippe，發音：[ˈlɪpə] ⓘ）位于德国北莱茵-威斯特法伦州，是莱茵河的支流，全长255公里。
利珀河发源于条顿堡森林边缘的巴特利普施普林格，向西流经帕德博恩、利普施塔特、哈姆、吕嫩、哈尔滕和多尔斯滕，最终在韦瑟尔注入莱茵河。